# Escudo de Zacatecas
El Escudo de Zacatecas fue otorgado a la ciudad de Zacatecas —y después adoptado por el municipio y estado del mismo nombre— el 20 de junio de 1588 por el rey Felipe II, mediante una Cédula Real, 
En este se encuentran representados el Cerro de La Bufa, una cruz de plata, una imagen de Nuestra Señora de los Zacatecas, el Sol, la Luna y una cifra coronada en oro. Los cuatro personajes vestidos de negro presentes en el escudo son Juan de Tolosa, Baltasar Temiño de Bañuelos, Diego de Ibarra y el capitán Cristóbal de Oñate, primeros descubridores españoles del cerro y peñasco.

## Significado del Escudo
Según la cédula real original, tiene la forma de un escudo español. En su único campo, predomina una elevación que representa al emblemático cerro de La Bufa, en cuyos pies nace la ciudad el 20 de enero de 1548, como producto del descubrimiento de las ricas minas de plata.
En la parte más eminente del cerro aparece una cruz de plata, y al centro, una imagen de la Virgen María, ya que las minas de plata que posteriormente llevarían a la fundación de la ciudad fueron descubiertas el 8 de septiembre de 1846, día en que la iglesia católiga celebra la natividad de la Virgen María; dabajo, el monograma real de Felipe II, rey que otorgó el escudo de armas.

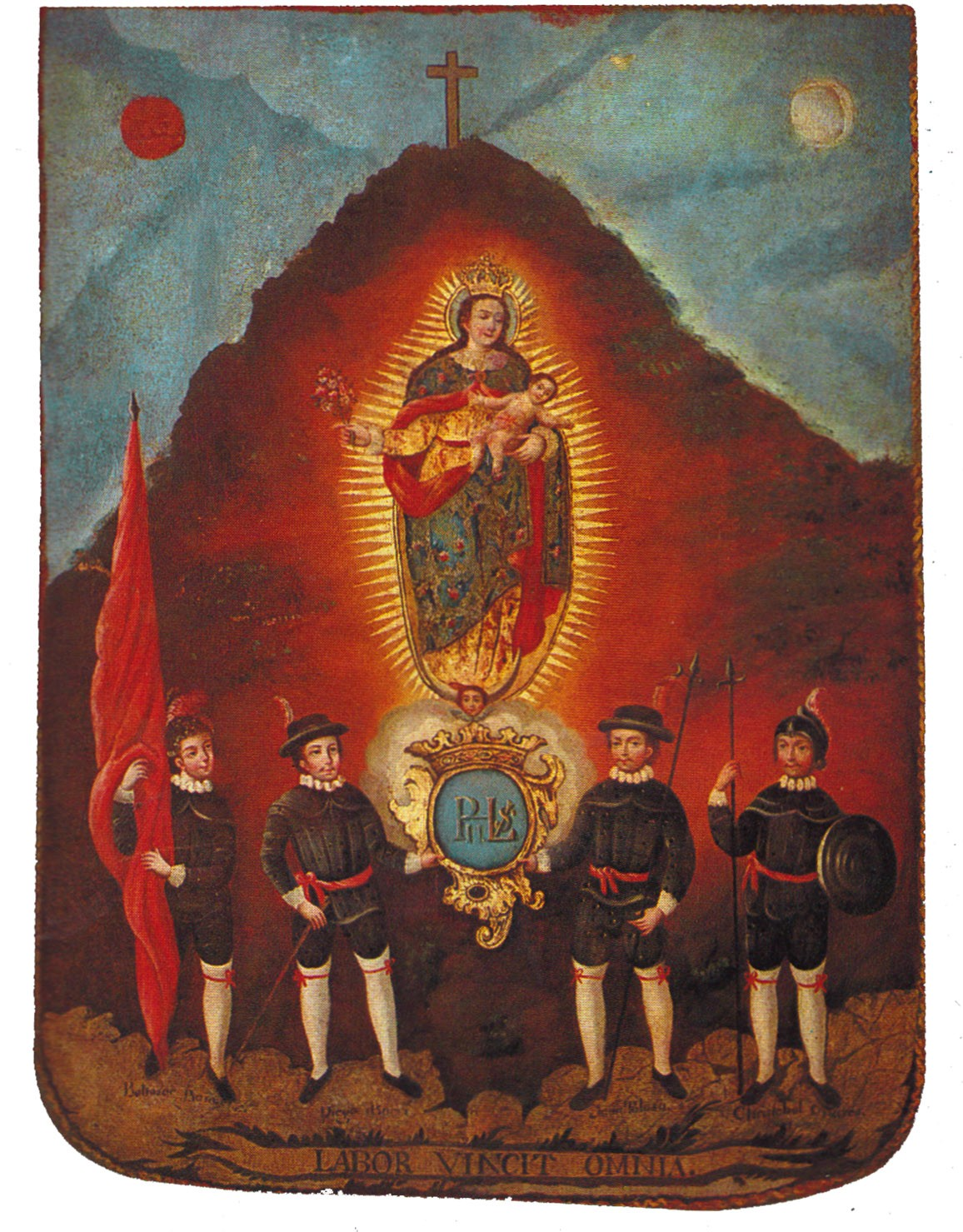
Imagen del pendón original otorgado por Felipe II

En los dos extremos superiores del escudo se encuentra el sol y la luna, a diestra y siniestra del escudo, respectivamente, sobrea azul.
En la falda del cerro hay cuatro retratos de personas en el campo de plata en memoria de Juan de Tolosa, Diego de Ibarra, Baltasar Temiño de Bañuelos y el capitán Cristóbal de Oñate, principales fundadores, mineros y pobladores de Zacatecas; debajo de ellos aparece el lema Labor Vincit Omnia que significa "el trabajo lo vence todo".
En la bordura, cinco manojos de flechas y entremetidos con otros cinco arcos, que son las armas de que usaban las poblaciones indígenas del lugar.

Extracto de la Cédula Real expedida por el Rey Don Felipe II de España el 20 de junio de 1588 en San Lorenzo de El Escorial, Madrid, en la cual otorga el escudo de armas a la Muy Noble y Leal Ciudad de Zacatecas:
... "Por ende, por la presente hago merced a la dicha ciudad de que agora y de aquí en adelante haya y tenga por sus armas conocidas un escudo y en él una peña grande por estar la dicha ciudad al pie de otra que se llama La Bufa y en lo más eminente una cruz de plata y en una parte la más acomodada de la misma peña, una imagen de Nuestra Señora por aver descubierto en aquel zerro y peñazco en el día de su nacimiento Juanes de Tolosa y más abajo una zifra coronada de oro que diga Philipo para que siempre haya memoria de averse intitulado y ennoblecido la dicha Ciudad en el tiempo que por la misericordia de Dios yo Reyno y en los dos extremos de lo más alto de dicho escudo el sol y la luna y en la falda de dicha peña cuatro retratos de personas en campo de plata por la memoria del dicho Joanes de Tolosa y Diego de Ibarra, Baltasar de Bañuelos y el Capitán de Oñate, primeros cuatro descubridores del dicho Zerro y peñazco y pobladores de dicha Ciudad y devajo que diga un letrero Labor vincit Omnía: y en la orla cinco manojos de flechas entremetidas con otros cinco que son las armas que husan los indios Chichimecas según que aquí va pintado y figurado".
Nótese que la cédula no indica alguna advicación de la Virgen María en específico, mas la representación actual en el escudo es Nuestra Señora de los Zacatecas.